# Karim Benzema
Karim Mostafa Benzema (Lió, 19 de desembre de 1987), és un jugador de futbol francès d'origen algerià que juga com a davanter a l'Al-Ittihad FC de la Lliga saudita de futbol.
Considerat com un dels millors davanters de tots els temps, és un davanter creatiu reconegut per la seva capacitat golejadora, així com per les seves habilitats tècniques, visió i versatilitat al camp. És el segon màxim golejador i millor assistent de la història del Reial Madrid, club amb el qual va guanyar 24 trofeus, inclosos quatre títols de Lliga, tres de Copa del Rei i cinc de Lliga de Campions de la UEFA.

## Trajectòria
Com a juvenil dels Gones (sobrenom principal de l'Olímpic Lionès i paraula que només es fa servir a Lió per referir-se de manera familiar als nens) va tenir un recorregut molt bo per a un jugador jove. Va guanyar el Campionat de jugadors de 18 anys de França el 2005 (12 gols en 14 partits de 2004 a 2005) i va ser finalista del Campionat de Futbol Amateur el 2005 i el 2006.
Va començar la carrera professional en la temporada 2004-2005 a les ordres de Paul Le Guen, i no hi va aconseguir fer cap gol a causa del poc temps de joc del qual va disposar. El primer gol en partit oficial amb el Lió va ser el 2005 en un partit de Lliga de Campions contra el Rosenborg BK. Va ser el primer partit en la màxima competició continental.
En el recorregut a les categories inferiors de la selecció francesa va guanyar el 2004 el Campionat Europeu sub-17 (18 partits, 14 gols).
L'any 2008 l'Olympique de Lió es va proclamar campió per setena vegada consecutiva, a més de guanyar la copa francesa. L'únic compte pendent era la Lliga de Campions, en la qual va perdre en vuitens de final contra el Manchester United FC. L'Olympique tenia un avantatge de nou punts respecte el Bordèu set jornades abans del final, però l'equip dirigit per Laurent Blanc va aconseguir reduir la diferència. Als 24 segons del partit contra l'AJ Auxerre, Karim Benzema va posar l'Olympique en camí cap al títol, després d'una jugada de paret amb Fred, i un xut que va batre l'arquer Remy Riou, vintè gol de Benzema en la campanya. Fred va fer el 2-0 als 10 minuts, en rematar un servei per alt de Kader Keita. Kim Källström va marcar el tercer als 53 minuts, amb un cop de cap, per desfermar les celebracions pel títol, encara que Frederic Thomas va marcar el gol de l'honor per a Auxerre als 78. El golejador de l'equip va ser Karim Benzema amb 20 gols convertits, a, tan sols, 20 anys.
L'1 de juliol de 2009, l'Olympique de Lió va fer oficial el seu fitxatge pel Reial Madrid CF a canvi de 35 milions d'euros. Va ser presentat a l'estadi Santiago Bernabéu el 9 de juliol davant de més de 15.000 persones. El 20 d'abril de 2011 va guanyar el primer títol en el Reial Madrid, en derrotar el FC Barcelona a la final de Copa.
L'agost de 2014 va renovar el contracte amb el Reial Madrid fins al 2019.
En marcar a la Supercopa de la UEFA del 2022 contra l'Eintracht de Frankfurt el 10 d'agost del 2022, Benzema va elevar el compte a 324 gols, va superar Raúl com a segon màxim golejador de la història del Reial Madrid. El 13 d'agost va ser nominat a la Pilota d'Or, considerat àmpliament com a favorit per guanyar-la i la va guanyar oficialment el 17 d'octubre.
El 6 de juny de 2023 es va anunciar el seu fitxatge per l'Al-Ittihad FC saudita.

### Selecció francesa
El 28 de març de 2008 va jugar el primer partit amb la selecció absoluta de França contra Àustria a l'Stade de France, on va marcar el primer gol amb els bleus.
El 2008 va jugar amb la seva selecció el primer trofeu internacional amb l'absoluta, l'Eurocopa d'Àustria i Suïssa, on el seu equip no va aconseguir superar la fase de grups. Va empatar amb Romania i va caure davant dels Països Baixos i Itàlia. En aquest campionat Benzema va jugar dos partits (Romania i Itàlia) i no va marcar cap gol.
El 13 de maig de 2014, l'entrenador de la selecció francesa Didier Deschamps el va incloure a la llista final de 23 jugadors que representaran França a la Copa del Món de Futbol de 2014.
El 10 d'octubre de 2021 va ser titular a la final de la Lliga de Nacions de la UEFA 2021 que França va guanyar contra Espanya per 1-2.

## Controvèrsies
L'octubre de 2021, en el judici contra Karim Benzema pel cas de "sextape" Mathieu Valbuena, la fiscalia de Versalles va demanar al tribunal penal que pronunciés una pena de presó suspesa de deu mesos i una multa de 75.000 euros contra Benzema.
L'octubre de 2023, Benzema va expressar la seva solidaritat amb les víctimes dels atacs aeris israelians a Gaza. En resposta, el ministre de l'Interior francès, Gérald Darmanin, va acusar Karim Benzema de "mantenir relacions" amb el grup conegut com els Germans Musulmans. I la senadora del Partit Republicà de les Boques del Roine, Valérie Boyer, va exigir que el jugador sigui privat de la nacionalitat francesa i de la Pilota d'Or si es confirmen els càrrecs..

## Palmarès

### Olympique de Lió
- 4 Ligue 1: 2005, 2006, 2007 i 2008
- 1 Copa de França: 2008
- 3 Supercopes de França: 2005, 2007, 2008

### Reial Madrid CF
- 5 Lligues de Campions: 2013–14,[8] 2015–16,[19] 2016–17,[20] 2017–18, 2021–22
- 4 Supercopes d'Europa: 2014,[21][22][23] 2016,[24] 2017, 2022
- 5 Campionats del món de clubs: 2014,[25] 2016,[26] 2017,[27] 2018, 2022
- 4 Lligues espanyoles: 2011-12, 2016-17,[28] 2019-20, 2021-22
- 3 Copes del Rei: 2010-11, 2013-14, 2022-23[29]
- 4 Supercopes d'Espanya: 2012, 2017,[30]2019-20, 2021-22

### Al-Ittihad FC
- 1 Lliga saudita: 2024-25[31]
- 1 Copa del Rei saudita: 2024-25[32]

### Selecció francesa
- 1 Campionat d'Europa sub-17: 2004
- 1 Lliga de les Nacions de la UEFA: 2020-21

### Individual
- 1 Trofeu Bravo: 2008
- Millor jugador de la Ligue 1: 2008
- Màxim golejador de la Ligue 1: 2007-08 (20 gols)
- Màxim golejador de la Copa francesa: 2007-08 (6 gols)
- 4 Futbolista francès de l'any: 2011, 2012, 2014, 2021
- Màxim golejador de la Supercopa d'Espanya: 2021-22 (2 gols), 2022-23 (2 gols)
- Trofeu Pitxitxi: 2021-22 (27 gols)
- Màxim golejador de la Lliga de Campions de la UEFA: 2021–22 (15 gols)
- Millor jugador de la Lliga de Campions de la UEFA: 2021–22
- Premi al Millor Jugador de la UEFA: 2021-22
- Pilota d'Or: 2022[12]

## Estadístiques
A partit jugat el 16 d'octubre de 2022
| Club               | Temporada     | Lliga                | Lliga   | Lliga | Copa    | Copa | Copa lliga | Copa lliga | Europa  | Europa | Altres  | Altres | Total   | Total |
| Club               | Temporada     | Divisió              | Partits | Gols  | Partits | Gols | Partits    | Gols       | Partits | Gols   | Partits | Gols   | Partits | Gols  |
| ------------------ | ------------- | -------------------- | ------- | ----- | ------- | ---- | ---------- | ---------- | ------- | ------ | ------- | ------ | ------- | ----- |
| Lyon B             | 2004–05       | Championnat National | 11      | 10    | —       | —    | —          | —          | —       | —      | —       | —      | 11      | 10    |
| Lyon B             | 2005–06       | Championnat National | 9       | 5     | —       | —    | —          | —          | —       | —      | —       | —      | 9       | 5     |
| Lyon B             | Total         | Total                | 20      | 15    | —       | —    | —          | —          | —       | —      | —       | —      | 20      | 15    |
| Olympique Lyonnais | 2004–05       | Ligue 1              | 6       | 0     | 0       | 0    | 0          | 0          | 0       | 0      | —       | —      | 6       | 0     |
| Olympique Lyonnais | 2005–06       | Ligue 1              | 13      | 1     | 2       | 2    | 0          | 0          | 1       | 1      | —       | —      | 16      | 4     |
| Olympique Lyonnais | 2006–07       | Ligue 1              | 21      | 5     | 1       | 0    | 1          | 0          | 3       | 2      | 1       | 1      | 27      | 8     |
| Olympique Lyonnais | 2007–08       | Ligue 1              | 36      | 20    | 6       | 6    | 2          | 1          | 7       | 4      | 1       | 0      | 52      | 31    |
| Olympique Lyonnais | 2008–09       | Ligue 1              | 36      | 17    | 2       | 1    | 0          | 0          | 8       | 5      | 1       | 0      | 47      | 23    |
| Olympique Lyonnais | Total         |                      | 112     | 43    | 11      | 9    | 3          | 1          | 19      | 12     | 3       | 1      | 148     | 66    |
| Reial Madrid       | 2009–10       | La Liga              | 27      | 8     | 1       | 0    | —          | —          | 5       | 1      | —       | —      | 33      | 9     |
| Reial Madrid       | 2010–11       | La Liga              | 33      | 15    | 7       | 5    | —          | —          | 8       | 6      | —       | —      | 48      | 26    |
| Reial Madrid       | 2011–12       | La Liga              | 34      | 21    | 5       | 3    | —          | —          | 11      | 7      | 2       | 1      | 52      | 32    |
| Reial Madrid       | 2012–13       | La Liga              | 30      | 11    | 8       | 4    | —          | —          | 10      | 5      | 2       | 0      | 50      | 20    |
| Reial Madrid       | 2013–14       | La Liga              | 35      | 17    | 6       | 2    | —          | —          | 11      | 5      | —       | —      | 52      | 24    |
| Reial Madrid       | 2014–15       | La Liga              | 29      | 15    | 3       | 0    | —          | —          | 9       | 6      | 5       | 1      | 46      | 22    |
| Reial Madrid       | 2015–16       | La Liga              | 27      | 24    | 0       | 0    | —          | —          | 9       | 4      | —       | —      | 36      | 28    |
| Reial Madrid       | 2016–17       | La Liga              | 29      | 11    | 3       | 1    | —          | —          | 13      | 5      | 3       | 2      | 48      | 19    |
| Reial Madrid       | 2017–18       | La Liga              | 32      | 5     | 1       | 1    | —          | —          | 9       | 5      | 5       | 1      | 47      | 12    |
| Reial Madrid       | 2018–19       | La Liga              | 36      | 21    | 6       | 4    | —          | —          | 8       | 4      | 3       | 1      | 53      | 30    |
| Reial Madrid       | 2019–20       | La Liga              | 37      | 21    | 3       | 1    | —          | —          | 8       | 5      | —       | —      | 48      | 27    |
| Reial Madrid       | 2020–21       | La Liga              | 34      | 23    | 1       | 0    | —          | —          | 10      | 6      | 1       | 1      | 46      | 30    |
| Reial Madrid       | 2021–22       | La Liga              | 32      | 27    | 0       | 0    | —          | —          | 12      | 15     | 2       | 2      | 46      | 44    |
| Reial Madrid       | 2022–23       | La Liga              | 6       | 4     | 0       | 0    | —          | —          | 3       | 0      | 1       | 1      | 10      | 5     |
| Reial Madrid       | Total         | Total                | 421     | 223   | 44      | 21   | —          | —          | 125     | 74     | 24      | 10     | 615     | 328   |
| Total carrera      | Total carrera | Total carrera        | 553     | 281   | 55      | 30   | 3          | 1          | 145     | 86     | 27      | 11     | 783     | 409   |

1. ↑  Includes Coupe de France, Copa del Rei
2. ↑  Includes Coupe de la Ligue
3. 1 2 3 4 5 6 7 8 9 10 11 12 13 14 15 16 17 18  Appearance(s) in Lliga de Campions de la UEFA
4. 1 2 3  Appearance(s) in Trophée des Champions
5. 1 2 3 4  Aparicions a la Supercopa d'Espanya
6. ↑  Una aparició a la Supercopa d'Europa de futbol, dues aparicions a la Supercopa d'Espanya, dues aparicions i un gol al Campionat del Món de Clubs de futbol
7. ↑  One appearance in UEFA Super Cup, two appearances and two goals in FIFA Club World Cup
8. ↑  Una aparició a la Supercopa de la UEFA, dues aparicions i un gol a la Supercopa d'Espanya, dues aparicions a la Copa del Món de Clubs de la FIFA
9. ↑  One appearance and one goal in UEFA Super Cup, two appearances in FIFA Club World Cup
10. ↑  One appearance and one goal in UEFA Super Cup